# 阿奇亚奥里滨河路
43°46′8.58″N 11°15′6.94″E / 43.7690500°N 11.2519278°E
阿奇亚奥里滨河路（Lungarno degli Acciaiuoli）是佛罗伦萨的一条街道，沿阿诺河的北岸延伸，从老桥到天主圣三桥。沿路有配偶塔（Torre dei Consorti）和费罗尼-斯皮尼大宅（萨尔瓦托勒·菲拉格慕博物馆）。

## 历史
这条滨河路得名于阿奇亚奥里家族的府邸。1944年8月被德国炸毁。在1950年代重建时，关于是否按旧楼的形状和大小进行重建，曾引起很大争议，目前的建筑是妥协的结果。

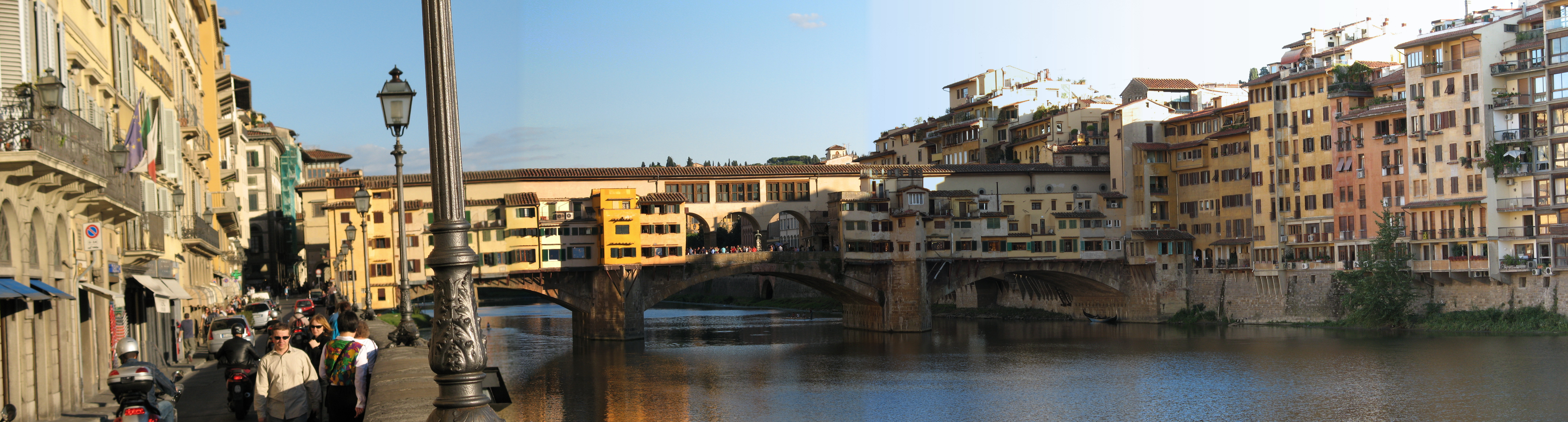
阿奇亚奥里滨河路

在古代，这条滨河路称为帽子街（"dei Cappellai"），是帽子店的集中地。在十九世纪，这里有佛罗伦萨的两大酒店：阿诺河皇家大酒店、布列塔尼皇家大酒店，狄更斯，亨利·詹姆斯等人都曾在此住宿。
1823年，这条滨河路被拓宽，拆除了斯皮尼大宅附近古老的arco dei Pizzicotti。